# Jim Gaffigan
James Christopher Gaffigan (Elgin, Illinois, 7 de julio de 1966) es un actor, comediante y escritor estadounidense. Sus temáticas como comediante de stand-up a menudo tratan sobre la paternidad, la pereza y la comida. También es considerado un humorista "limpio", que usa en muy pocas ocasiones lenguaje vulgar en sus rutinas.
Ha tenido varios especiales de comedia exitosos, incluyendo Jim Gaffigan: Mr. Universe, Obsessed y Cinco, los tres recibiendo nominaciones a los premios Grammy. Su libro de memorias, Dad Is Fat (2013) y su más reciente obra escrita, Food: A Love Story (2014), fueron publicadas por la editorial Crown. Es el creador y actor de una serie de televisión basada en su vida, titulada The Jim Gaffigan Show. En 2018 aportó su voz para el personaje de Peng en la película de animación Duck Duck Goose y del doctor Van Helsing en la cinta Hotel Transylvania 3: Summer Vacation.

## Vida personal
Gaffigan está casado con la actriz Jeanne Noth, con quien tiene cinco hijos; dos niñas llamadas Marre y Katie Louise y tres niños, Jack, Michael y Patrick.
Gaffigan ha declarado ser católico practicante. Él y su familia asisten a misa en la antigua Catedral de San Patricio en Manhattan, donde él y su esposa se casaron en 2003 y donde fueron bautizados sus hijos.
En abril de 2017, su esposa fue diagnosticada con un tumor benigno, el cual le fue extirpado con éxito.

## Filmografía

### Cine
| Año  | Título                                | Rol                 | Notas |
| ---- | ------------------------------------- | ------------------- | ----- |
| 1998 | The Real Howard Spitz                 | Tendero             |       |
| 1999 | Personals                             | Mesero              |       |
| 1999 | Entropy                               | Bucky               |       |
| 1999 | Three Kings                           | Soldado             |       |
| 1999 | Puppet                                | Sr. Kamen           |       |
| 2001 | Super Troopers                        | Larry Johnson       |       |
| 2001 | 30 Years to Life                      | Russell             |       |
| 2001 | Final                                 | Dayton              |       |
| 2002 | Hacks                                 | Arty Hittle         |       |
| 2002 | No Sleep 'til Madison                 | Owen                |       |
| 2002 | Igby Goes Down                        | Mánager             |       |
| 2003 | Season of Youth                       | Dr. Gelding         |       |
| 2004 | 13 Going on 30                        | Chris Grandy        |       |
| 2004 | Duane Incarnate                       | Bob                 |       |
| 2005 | The Great New Wonderful               | Sandie              |       |
| 2005 | Trust the Man                         | Gordon              |       |
| 2006 | Stephanie Daley                       | Joe Daley           |       |
| 2007 | The Living Wake                       | Lampert Binew       |       |
| 2008 | The Love Guru                         | Trent Lueders       |       |
| 2008 | Shoot First and Pray You Live         | Mart Ryder          |       |
| 2009 | The Slammin' Salmon                   | Stanley Bellin      |       |
| 2009 | 17 Again                              | Entrenador Murphy   |       |
| 2009 | Away We Go                            | Lowell              |       |
| 2010 | Ten Stories Tall                      | Simon               |       |
| 2010 | Going the Distance                    | Phil                |       |
| 2010 | It's Kind of a Funny Story            | George              |       |
| 2011 | Salvation Boulevard                   | Jerry Hobson        |       |
| 2012 | Howard Cantour.com                    | Howard Cantour      | Corto |
| 2012 | Love Sick Love                        | Andrew Blythe       |       |
| 2013 | Kilimanjaro                           | Bill                |       |
| 2015 | Walter                                | Corey               |       |
| 2015 | Experimenter                          | James McDonough     |       |
| 2015 | Hot Pursuit                           | Red                 |       |
| 2015 | Staten Island Summer                  | Padre de Danny      |       |
| 2016 | Chuck                                 | John Stoehr         |       |
| 2017 | Chappaquiddick                        | Paul F. Markham     |       |
| 2018 | Duck Duck Goose                       | Peng                | Voz   |
| 2018 | Super Troopers 2                      | Larry Johnson       |       |
| 2018 | Hotel Transylvania 3: Summer Vacation | Abraham Van Helsing | Voz   |
| 2019 | Them That Follow                      | Zeke                |       |
| 2019 | Playmobil: The Movie                  | Del                 | Voz   |
| 2019 | Troop Zero                            | Ramsey Flint        |       |
| 2021 | Luca                                  | Lorenzo Paguro      | Voz   |
| 2023 | Peter Pan & Wendy                     | Smee                |       |
| 2024 | Unfrosted                             | Edsel Kellogg III   |       |

### Televisión
| Año       | Título                            | Rol                            | Notas                                         |
| --------- | --------------------------------- | ------------------------------ | --------------------------------------------- |
| 1998      | Soul Man                          | Keats                          | Episodio: "Raising Heck"                      |
| 1998      | Dr. Katz, Professional Therapist  | Jim                            | Episodio: "Old Man"                           |
| 1998–2009 | Law & Order                       | Larry Johnson / George Rozakis | 2 episodios                                   |
| 1998      | Conrad Bloom                      | Oliver                         | Episodio: "How Florrie Got Her Groove Back"   |
| 1999      | LateLine                          |                                | Episodio: "Pearce on Conan"                   |
| 2000      | Third Watch                       | Portis                         | Episodio: "Journey to the Himalayas"          |
| 2000      | Cry Baby Lane                     | Dan                            | Película para TV                              |
| 2000–2001 | Welcome to New York               | Jim Gaffigan                   | 13 episodios                                  |
| 2001      | Law & Order: Special Victims Unit | Oliver Tunney                  | Episodio: "Countdown"                         |
| 2001      | Sex and the City                  | Doug                           | Episodio: "Defining Moments"                  |
| 2001–2002 | The Ellen Show                    | Rusty Carnouk                  | 18 episodios                                  |
| 2002      | Law & Order: Criminal Intent      | Marty Palin / Russell Matthews | 2 episodios                                   |
| 2003      | Hope & Faith                      | Brad                           | Episodio: "Anger Management"                  |
| 2003–2004 | Ed                                | Toby Gibbons                   | 4 episodios                                   |
| 2003–2004 | That '70s Show                    | Roy Keene                      | 7 episodios                                   |
| 2004      | Bad Apple                         | Butters                        | Película para TV                              |
| 2004      | Strip Search                      | Reverendo Craig Peterson       | Película para TV                              |
| 2004      | The Jury                          | Sr. Nifco                      | Episodio: "Mail Order Mystery"                |
| 2005      | Cheap Seats                       | Jerome Block                   | Episodio: "Gimmick Sports"                    |
| 2006      | Love, Inc.                        | Jamie                          | Episodio: "Anything But Love"                 |
| 2006–2009 | My Boys                           | Andy Franklin                  | 40 episodios                                  |
| 2009      | Flight of the Conchords           | Jim                            | Episodio: "Murray Takes It to the Next Level" |
| 2009      | WordGirl                          | Sr. Dudley (voz)               | 3 episodios                                   |
| 2010      | Bored to Death                    |                                | Episodio: "Super Ray Is Mortal!"              |
| 2011      | Royal Pains                       | Pete Stanbleck                 | Episodio: "Astraphobia"                       |
| 2012–2013 | Portlandia                        | Donald                         | 2 episodios                                   |
| 2013–2017 | Bob's Burgers                     | Henry Haber (voz)              | 3 episodios                                   |
| 2014      | Us & Them                         | Theo                           | 2 episodios                                   |
| 2015      | Wallykazam!                       | Sr. Trollman                   | Episodio: "Rock and Troll"                    |
| 2015–2017 | Star vs. the Forces of Evil       | Father Time                    | 2 episodios                                   |
| 2015–2016 | The Jim Gaffigan Show             | Él mismo                       | 23 episodios                                  |
| 2017      | Unbreakable Kimmy Schmidt         | Oficial Krupke                 | 1 episodio                                    |
| 2019      | Scooby-Doo and Guess Who?         | Él mismo                       | Episodio: "The Fastest Food Fiend!"           |